# Dennis Quaid

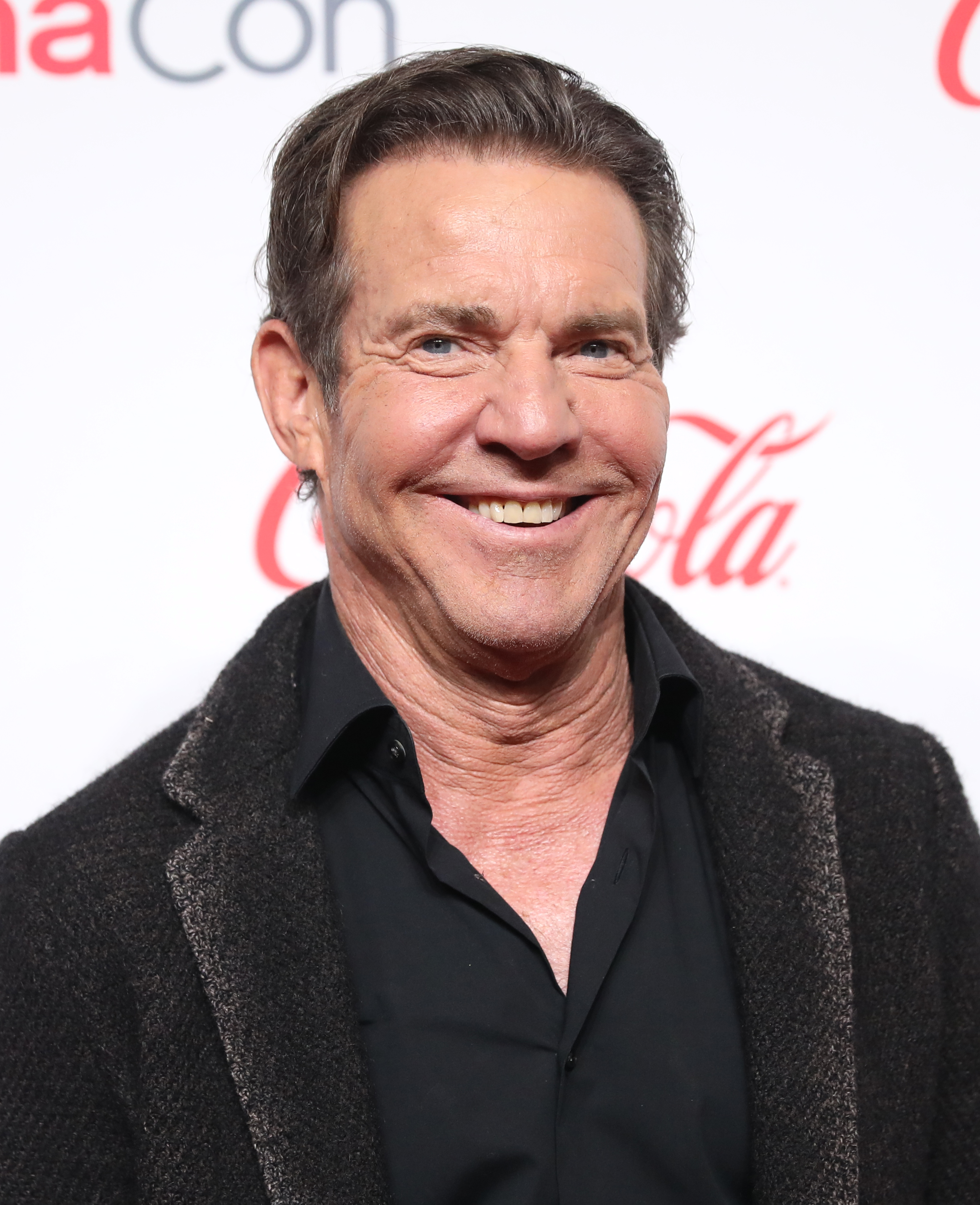
Dennis Quaid (2024)

Dennis William Quaid (* 9. April 1954 in Houston, Texas) ist ein US-amerikanischer Schauspieler.

## Leben
Dennis Quaid wurde als jüngerer Sohn von William Rudy Quaid, einem Elektriker, und Juanita B. Quaid, einer Immobilienmaklerin, geboren. Seine Familie hat irische und französische Wurzeln und gehörte der baptistischen Kirche an. Quaid ist der jüngere Bruder des Schauspielers Randy Quaid und der Vater des Schauspielers Jack Quaid. Nach ersten Erfahrungen als Schauspieler an der Highschool studierte Quaid zunächst Mandarin an der Bellaire High School in Bellaire (Texas) und anschließend an der University of Houston. Ohne einen Abschluss zog er 1976 zu seinem älteren Bruder Randy, der in Hollywood bereits Fuß gefasst hatte. Dort gab Quaid 1977 mit Ich habe dir nie einen Rosengarten versprochen sein Kinodebüt.

## Karriere
Quaid spielte 1979 neben Dennis Christopher eine der Hauptrollen in dem Coming-of-Age-Drama Vier irre Typen – Wir schaffen alle, uns schafft keiner. Der Film war ein Überraschungserfolg, spielte das Zehnfache seines Budgets ein und wurde mit mehreren Filmpreisen ausgezeichnet. 1983 spielte Quaid in dem vierfach Oscar-prämierten Film Der Stoff, aus dem die Helden sind einen Astronauten. Im selben Jahr übernahm er zudem die Hauptrolle in dem Horrorfilm Der weiße Hai 3-D. Spätestens mit diesem Film konnte Quaid sich endgültig als Hauptdarsteller etablieren und spielte in den beiden Science-Fiction-Filmen Enemy Mine – Geliebter Feind (1985) und Die Reise ins Ich (1987) jeweils die Hauptrolle. 1989 verkörperte er in der Filmbiographie Great Balls of Fire – Jerry Lee Lewis – Ein Leben für den Rock’n’Roll den gleichnamigen Sänger. Diese Darstellung brachte ihm viel Lob von Filmkritikern ein.
Ende der 1980er und Anfang der 1990er Jahre durchlebte Dennis Quaid wegen einer Drogensucht, im Zuge derer er sich zeitweilig in eine Suchtklinik begab, einen Karriereknick. 1994 verkörperte er in Lawrence Kasdans Western Wyatt Earp – Das Leben einer Legende an der Seite von Kevin Costner als Wyatt Earp den Revolverhelden Doc Holliday. 1995 spielte er neben Julia Roberts die männliche Hauptrolle in der Liebeskomödie Power of Love.
Im Jahr 1996 arbeitete er für das Theaterstück True West das zweite Mal (nach Long Riders, 1980) mit seinem Bruder Randy zusammen. Im selben Jahr spielte er die Hauptrolle des Ritters Bowen in dem Fantasyfilm Dragonheart, welcher ein annehmbarer Kinoerfolg wurde und dem Fantasygenre wieder zu neuem Aufschwung verhalf. In den folgenden Jahren verkörperte Quaid Hauptrollen in den Filmen Ein Zwilling kommt selten allein (1998) und An jedem verdammten Sonntag (1999), welche ebenfalls beide zu akzeptablen Kinoerfolgen wurden.
Im Thriller Frequency spielte er an der Seite von James Caviezel einen Feuerwehrmann. Es folgten die Beteiligung an Steven Soderberghs Oscar-prämierten Film Traffic – Macht des Kartells und die Hauptrolle in Roland Emmerichs Blockbuster The Day After Tomorrow, welcher mit einem Einspielergebnis von über 500 Millionen US-Dollar zum finanziell erfolgreichsten Filmprojekt in Quaids Karriere wurde.

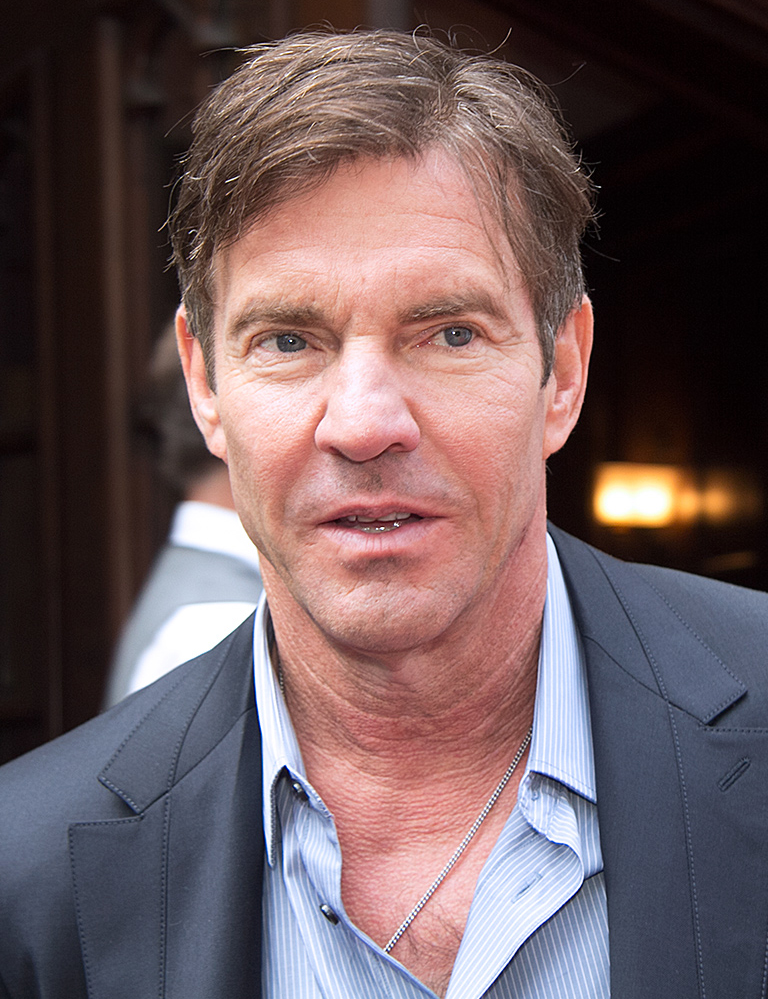
Dennis Quaid (2012)

Lob seitens der Kritiker erhielt Quaid auch für seine Darstellung des homosexuellen Ehemanns von Julianne Moore in Todd Haynes’ Kinodrama Dem Himmel so fern (2002) und für die Rolle des Bill Clinton in Richard Loncraines Fernsehproduktion The Special Relationship (2010), was ihm unter anderem Nominierungen für den Emmy, Golden Globe Award, Screen Actors Guild Award und Satellite Award einbrachte. Von 2012 bis 2013 spielte Quaid die Hauptrolle des Sheriffs Ralph Lamb in der Serie Vegas, die nach einer Staffel eingestellt wurde. 2017 übernahm er eine größere Rolle in dem erfolgreichen Dramedy-Film Bailey – Ein Freund fürs Leben.
Quaids deutsche Stimme stammt in den meisten Filmen von Thomas Danneberg.
Nebenbei ist Quaid auch als Sänger der Band The Sharks (auch „DQ and The Sharks“) und als Komponist tätig. 

## Privatleben
Quaid ist einer der leistungsstärksten Golfspieler Hollywoods im Amateurbereich. Im Jahr 2005 stand er als Amateur mit einem Handicap von 1 auf Platz eins der Prominentenliste im Golf. Damit übertraf er Michael Jordan, Andre Agassi und Alice Cooper um mehrere Schläge.

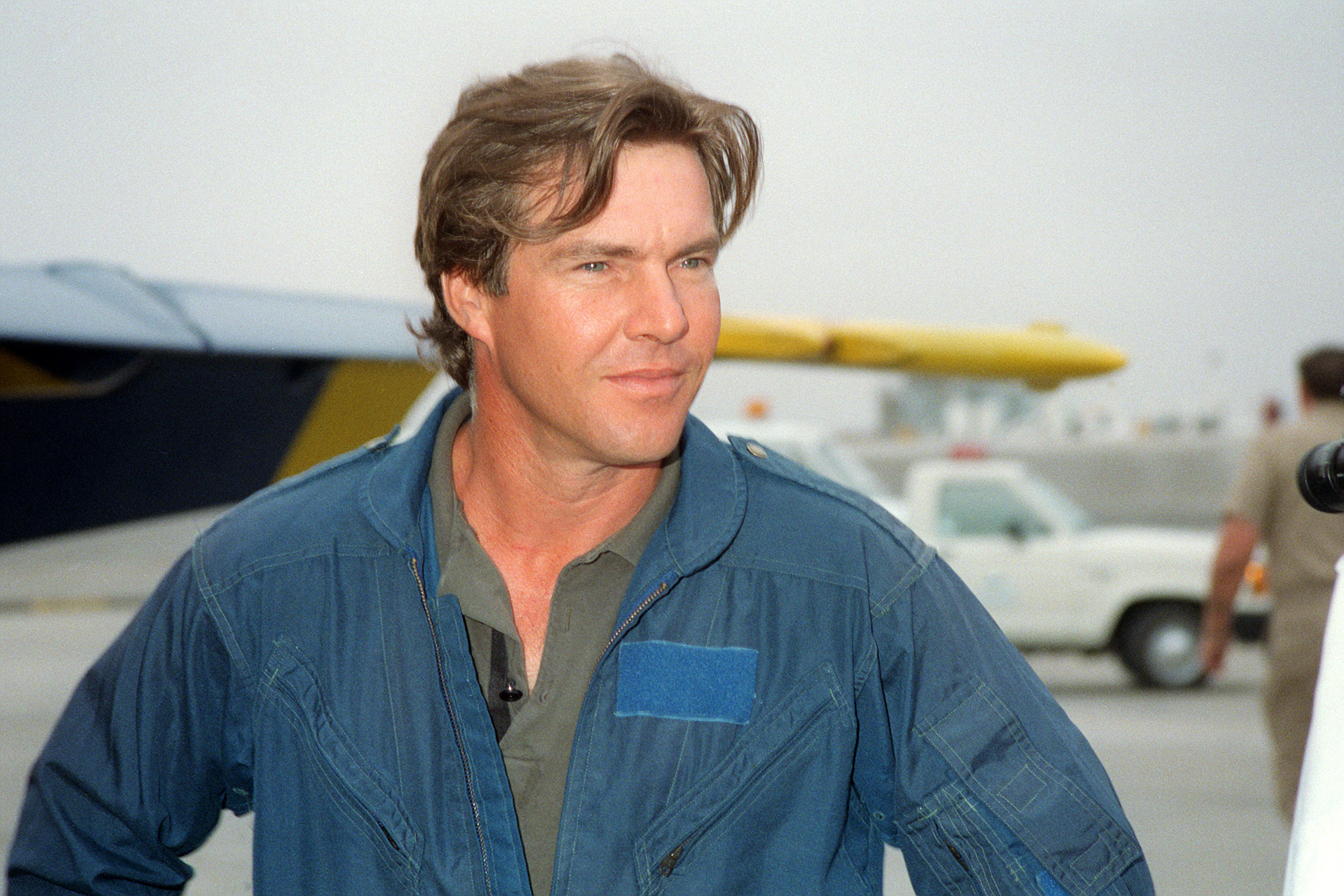
Dennis Quaid (1991)

Quaid hat viermal geheiratet. Die erste Ehe mit der Schauspielerin P. J. Soles hielt von 1978 bis 1983. Von 1983 bis 1986 war er mit Lea Thompson verlobt. Bei den Dreharbeiten zu dem Film Die Reise ins Ich lernte Quaid 1987 Meg Ryan kennen, die er 1991 heiratete. Ihr gemeinsamer Sohn Jack Quaid wurde 1992 geboren, die Ehe wurde im Juli 2001 geschieden.
Ab Juli 2004 war Quaid mit der Immobilienmaklerin Kimberly Buffington verheiratet. Im November 2007 wurden sie Eltern von Zwillingen, ausgetragen von einer Leihmutter. Wegen unklar gekennzeichneter Medikamente des Pharma-Riesen Baxter Healthcare Corporation und unachtsamer medizinischer Betreuung in der Cedars-Sinai-Klinik (L.A.) wurden der Junge und das Mädchen mit einer 1000-fachen Überdosis Heparin vergiftet. Sie überlebten den Unfall nach intensivmedizinischer Betreuung. Durch diesen Vorfall wurde Quaid zu einem starken Verfechter von Sicherheits- und Qualitätskontrollen im Gesundheitswesen. In der Produktion Chasing Zero: Winning the War on Healthcare Harm des Discovery Channel zeigte er sich auf der politischen Bühne und befürwortete die von Barack Obama angestrebte Gesundheitsreform. Im Oktober 2012 gab das Ehepaar seine Trennung bekannt.
Im Oktober 2019 verlobte sich Quaid mit der 39 Jahre jüngeren Laura Savoie, die er bei einem Geschäftstermin kennengelernt hatte. Ursprünglich planten sie für April 2020 Hochzeitsfeierlichkeiten auf Hawaii und in Nashville. Wegen der Corona-Pandemie wurden die Termine abgesagt. Am 2. Juni 2020 fand die Trauung in einer kleinen Zeremonie in Santa Barbara statt, bei der nur der Pfarrer zugegen gewesen war.

## Filmografie (Auswahl)
- 1975: Verrückte Mama (Crazy Mama)
- 1977: Ich hab’ dir nie einen Rosengarten versprochen (I Never Promised You a Rose Garden)
- 1977: September 30, 1955
- 1979: Vier irre Typen – Wir schaffen alle, uns schafft keiner (Breaking Away)
- 1980: Long Riders
- 1980: Im Sommercamp ist die Hölle los (Gorp)
- 1981: Jede Nacht zählt (All Night Long)
- 1981: Caveman – Der aus der Höhle kam (Caveman)
- 1981: Amanda lässt die Puppen tanzen (The Night the Lights Went Out of Georgia)
- 1981: Ich glaub’, mich knutscht ein Elch! (Stripes)
- 1982: Schweigende Lippen (Johnny Belinda)
- 1983: Der weiße Hai 3-D (Jaws 3-D)
- 1983: Der Stoff, aus dem die Helden sind (The Right Stuff)
- 1984: Dreamscape – Höllische Träume (Dreamscape)
- 1985: Enemy Mine – Geliebter Feind (Enemy Mine)
- 1987: The Big Easy – Der große Leichtsinn (The Big Easy)
- 1987: Die Reise ins Ich (Innerspace)
- 1987: Suspect – Unter Verdacht (Suspect)
- 1988: D.O.A. – Bei Ankunft Mord (D.O.A. – Dead On Arrival)
- 1988: Ein Leben voller Leidenschaft (Everybody’s All-American)
- 1989: Great Balls of Fire – Jerry Lee Lewis – Ein Leben für den Rock’n’Roll (Great Balls of Fire!)
- 1990: Grüße aus Hollywood (Postcards From The Edge)
- 1990: Komm und sieh das Paradies (Come See the Paradise)
- 1993: Undercover Blues – Ein absolut cooles Trio (Undercover Blues)
- 1993: Die Sache mit dem Feuer (Wilder Napalm)
- 1994: Flesh And Bone – Ein blutiges Erbe (Flesh & Bone)
- 1994: Wyatt Earp – Das Leben einer Legende (Wyatt Earp)
- 1995: Power of Love (Something to Talk About)
- 1996: Dragonheart
- 1997: Switchback – Gnadenlose Flucht (Switchback)
- 1997: Gangland – Cops unter Beschuß (Gang Related)
- 1998: Ein Zwilling kommt selten allein (The Parent Trap)
- 1998: Leben und lieben in L.A. (Playing By Heart)
- 1998: Savior
- 1999: An jedem verdammten Sonntag (Any Given Sunday)
- 2000: Frequency
- 2000: Traffic – Macht des Kartells (Traffic)
- 2001: Dinner with Friends
- 2002: Die Entscheidung – Eine wahre Geschichte (The Rookie)
- 2002: Dem Himmel so fern (Far From Heaven)
- 2003: Cold Creek Manor – Das Haus am Fluss (Cold Creek Manor)
- 2004: Alamo – Der Traum, das Schicksal, die Legende (The Alamo)
- 2004: The Day After Tomorrow
- 2004: Reine Chefsache (In Good Company)
- 2004: Der Flug des Phoenix (The Flight Of The Phoenix)
- 2005: Deine, meine & unsere (Yours, Mine and Ours)
- 2006: American Dreamz – Alles nur Show (American Dreamz)
- 2007: Terra
- 2008: Smart People
- 2008: The Express
- 2008: 8 Blickwinkel (Vantage Point)
- 2009: G.I. Joe – Geheimauftrag Cobra (G.I. Joe: The Rise of Cobra)
- 2009: Horsemen
- 2009: Pandorum
- 2010: Legion
- 2010: The Special Relationship
- 2011: Inside the Darkness – Ruhe in Frieden (Beneath the Darkness)
- 2011: Soul Surfer
- 2011: Footloose
- 2012: Was passiert, wenn’s passiert ist (What to Expect When You’re Expecting)
- 2012: Um jeden Preis – At Any Price (At Any Price)
- 2012: Kiss the Coach (Playing for Keeps)
- 2012: Der Dieb der Worte (The Words)
- 2012–2013: Vegas (Fernsehserie, 21 Episoden)
- 2013: Movie 43
- 2015: Der Moment der Wahrheit (Truth)
- 2015–2016: The Art of More – Tödliche Gier (The Art of More, Fernsehserie, 20 Episoden)
- 2017: Bailey – Ein Freund fürs Leben (A Dog’s Purpose)
- 2017–2018: Fortitude (Fernsehserie, 14 Episoden)
- 2018: Kin
- 2018: I Can Only Imagine
- 2018: Pretenders
- 2019: The Intruder
- 2019: Bailey – Ein Hund kehrt zurück (A Dog's Journey)
- 2019: Goliath
- 2019: Midway – Für die Freiheit (Midway)
- 2019: Merry Happy Whatever (Fernsehserie)
- 2021: Born a Champion
- 2021: Blue Miracle
- 2021: American Underdog
- 2022: The Tiger Rising
- 2023: On a Wing and a Prayer – Gefahr am Horizont (On a Wing and a Prayer)
- 2023: Lawmen: Bass Reeves (Miniserie)
- 2024: The Substance
- 2024: Reagan
- 2025: Sovereign